# Pan Ron
Pan Ron (en camboyano: ប៉ែន រ៉ន), también conocida como Pen Ran por la audiencia francófona, fue una cantante y compositora camboyana, muy popular en la década de 1960 y principios de los años 1970. Desapareció durante el genocidio de los Jemeres Rojos y se desconoce su destino exacto. Desapareció durante el Genocidio camboyano perpetrado por los Jemeres rojos y se desconoce exactamente qué le ocurrió. Su hermana menor, Pen Ram, dijo que sobrevivió hasta la invasión vietnamita de finales de 1978 o principios de 1979, cuando los Jemeres rojos lanzaron su última serie de ejecuciones masivas. Dado el objetivo de los Jemeres rojos de eliminar las influencias extranjeras de la sociedad camboyana, la individualidad de Pen Ran probablemente aseguró su muerte.

## Carrera musical
Tuvo cierto éxito en la primera mitad de los años 1960, con su sencillo «Pka Kabass» (1963), pero su carrera despegó realmente cuando comenzó a grabar junto a Sinn Sisamouth en 1966. Luego de ello, obtuvo varios éxitos en colaboración con Sisamouth y otras estrellas camboyanas de la época, al mismo tiempo que continuó su carrera solista. El debut de la popular Ros Serey Sothear en 1967 tuvo poco efecto en la carrera de Pan Ron, e incluso aumentó su popularidad, posicionándose como la segunda dama de la música de su país.
Durante la década de 1970, además de grabar canciones para películas, tuvo varios éxitos como «Kanha 80 Kilograms» y «Komlos Jreus Jap». Pan Ron era una cantante muy versátil, ya que su repertorio incluía estilos como música tradicional de Camboya, rock, twist, chachachá, agogo, mambo, madizon, jazz y folk. Poco se conoce sobre su historia personal, dado que mantuvo su vida privada alejada del escrutinio púbico. Lo que se conoce proviene de sus propias canciones, muchas de las cuales interpretó y compuso.
Pan Ron desapareció durante el genocidio camboyano a fines de los años 1970, y su destino es desconocido. Su hermana menor afirmó que ella sobrevivió hasta la invasión vietnamita de 1978-1979 que puso fin al periodo de los Jemeres rojos. En un documental de la BBC de 2015 sobre la banda Cambodian Space Project, que ha realizado versiones de varias de las canciones de Ron, uno de los entrevistados afirmó que la cantante habría sido engañada por el régimen de los Jameres rojos con el pretexto de interpretar una de sus canciones, y posteriormente ejecutada.

## Discografía

### Canciones solistas
- Auw Pleang Euy
- Bong Gom Prouy (Darling, Don't Worry)
- Cherng Maik Por Chmao*
- Mamai Bei Dong
- Tgnai Neas Min Jole Pteas (Won't Go Home Today)
- Bondam Tunle Buon Mouk
- Chan Penh Boromey
- Chnam Oun 31
- Chror Lom Pdey Keh
- Jom Nor Trocheak
- Jub Ter Bros Kbot
- Kam Peah
- Kdao Tngay Min Smoe Kdao Chit
- Komlos Lan Krahorm
- Kon Long Pnhei Kluon
- May Maiy Sabay Jet
- Meta Own Pong
- Min Jong Skarl Teh Kdey Snaeha
- Min Sok Chit Te
- Mjass Chenda
- Mtay Kaun
- Oun Skol Chet Bong Srey
- Pka Sondun
- Preah Paey Popok
- Pros Chang Reiy
- Pros Reang Yeh Yeh
- Reatrey Nov Pailin
- Rom Ago Ago
- Rom Jongvak Twiss
- Rom Som Leis Keh
- Sabay Avey Mles
- Sday Chit Del Sralanh
- Sein Kmas Keh
- Sneh Krom Mlob Chhrey
- Somleng Kmous Kah
- Sour Ey Sour Jos
- Tgai Na Bong Tomne
- Tgnai Nis Reabka Khynom
- Tonsa Mok Pi Na
- Veal Smoa Khiev Kchey

### Duetos con Sin Sisamouth y otros artistas
- Somposs Chan Kreufah
- Kaal Na Pka Reek
- Kuu Nep Nit
- Ahnet Oun Phorng Pdei Euy (Pan Ron & Eng Nary)
- Bondaet Kbone Laeng (Pan Ron & Sisamouth)
- Brorjum Knea Rom Sabay (Pan Ron)
- Cer Chaet Chol Chnam (Pan Ron & Sisamouth)
- Deing Eiy Teh Bong(Pan Ron & Meas Samon)
- Jole Jroke Sin Nean (Pan Ron & Sisamouth)
- Lit Ondat Chea Bakse(Pan Ron & Eng Nary)
- PasDai Ban Heiy (Pan Ron & Sisamouth)
- Sahao Bomput Dot Manoos Tieng Ruos
- Smak Bong Lan Tmey
- Smak Oun Mouy (Pan Ron, Sothea & Sisamouth)
- Snea Douch Jeung Meik (Pan Ron & Sisamouth)
- Soom Gneak Mok Niss (Pan Ron, Sothea & Sisamouth)
- Srey Chnas Bros Chnerm (Pan Ron & Sisamouth)
- Srey Sross Somross Kmean Ptum(1963)
- Srorlanh Srey Nas  (Pan Ron & In Yeng)
- Tgnai Jey Nak Phnom (Pan Ron & Tet Somnang)
- Tov Surprise Mdong (Pan Ron & Sereysothea)
- Trov Bong Sleak Kbin (Pan Ron & Sisamouth)